# Trinidad Moruga Scorpion

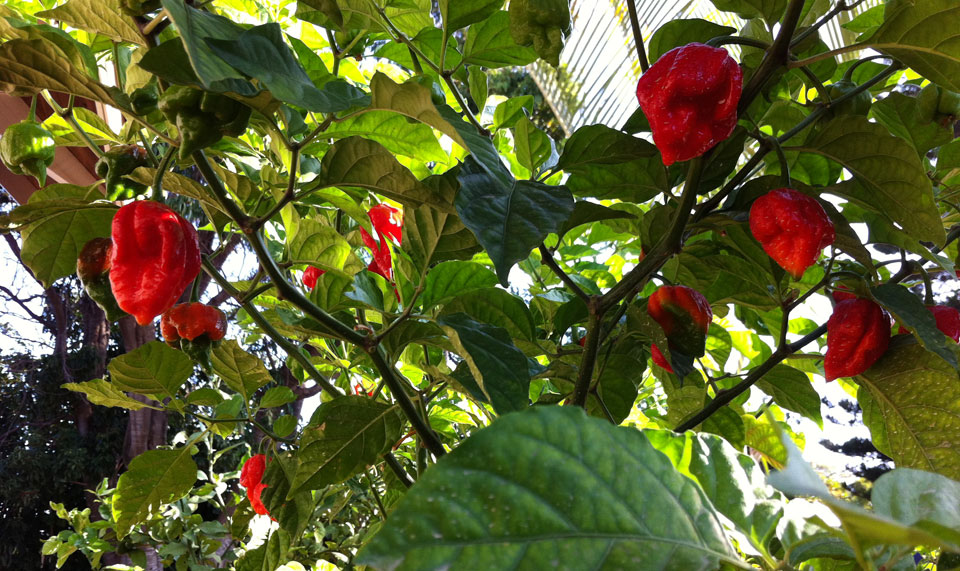
A pimenta Trinidad Moruga Scorpion amadurecida.

A Trinidad Moruga Scorpion, comummente conhecida em português como pimenta-escorpião, é uma variedade de pimenta da espécie Capsicum chinense natural da vila de Moruga em Trinidad e Tobago.
É uma das pimentas mais picantes do mundo. Em 2012, o Chili Pepper Institute, da Universidade do Estado do Novo México, identificou-a como a mais quente da época, obtendo o valor médio de 1,2 milhões de unidades de calor de Scoville.
Segundo o mesmo instituto, a pimenta atingiu o valor máximo de 2.009.231 unidades na Escala de Scoville, denotando alta pungência. Em 2017, de acordo com o Guinness World Records, esta pimenta foi superada pela Carolina Reaper, cujo valor médio na Escala de Scoville foi de 1,6 milhões. 